# Sige notoensis
Sige notoensis är en ringmaskart som beskrevs av Imajima 1967. Sige notoensis ingår i släktet Sige och familjen Phyllodocidae. Inga underarter finns listade i Catalogue of Life.